# Ravelin

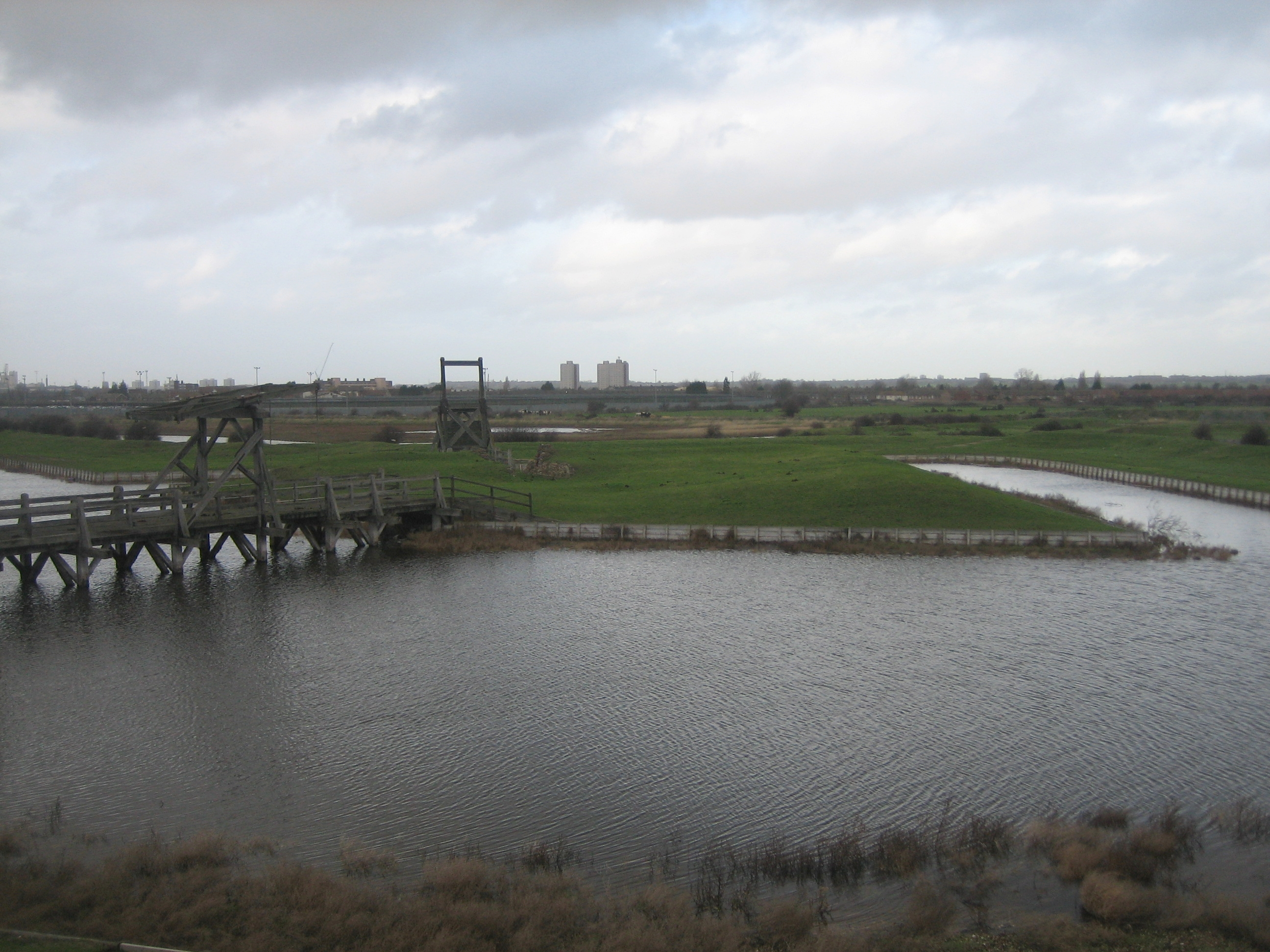
Ravelinul din fața porții „Land Gate” a Fortului Tilbury

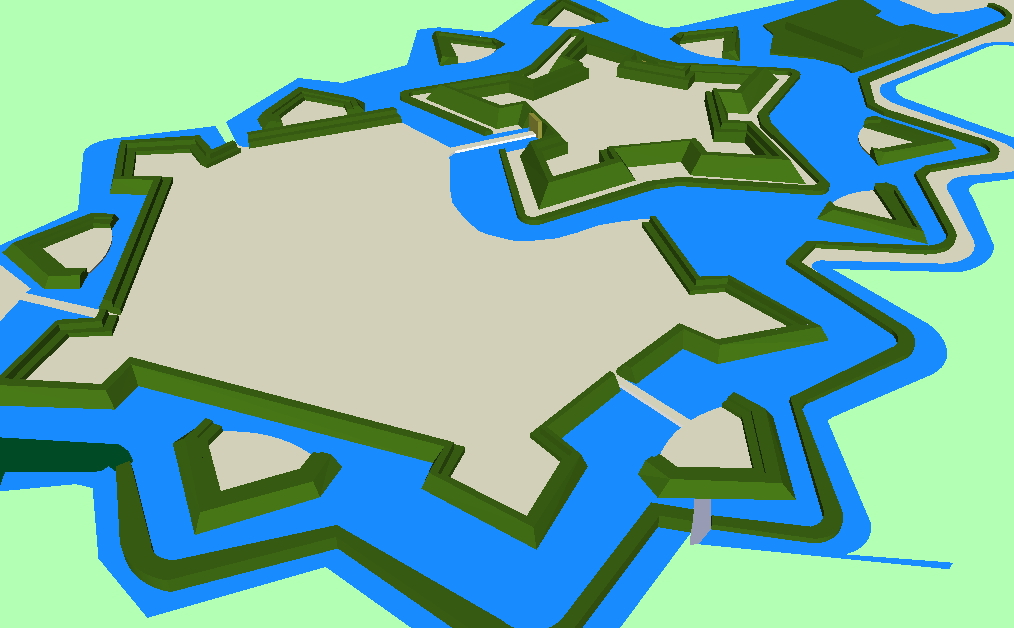
Fortificațiile de la Moers, proiectate de Simon Stevin, unde ravelinele apar ca triunghiuri înconjurate de apă, cu zidurile (colorate cu verde închis) orientate spre exterior și fără zid spre interior

Un ravelin este o fortificație triunghiulară având rol de avanpost, situată în exteriorul zidului de incintă (curtina) și bastioanele unei fortărețe sau cetăți. Inițial s-a numit demilună, după fortificația din centru (lunetă).
Rolul ravelinului era de a apăra (flanca) bastioanele și curtina. Prin poziția sa avansată împiedica artileria atacatoare să lovească direct curtina sau bastioanele. Forma sa de pană permitea să fie flancat de bastioane. Pentru a ataca un bastion atacatorul era nevoit să cucerească întâi ambele raveline care flancau bastionul respectiv, ceea ce întârzia mult atacul.
În partea din spate (spre curtină) ravelinul nu avea zid, sau cel mult un zid mic, pentru a nu oferi adăpost împotriva focului executat din bastioane sau de pe curtină trupelor care eventual ar fi cucerit ravelinul. Accesul pe ravelin se făcea pe contragărzi sau de pe curtină pe un pod care putea fi ridicat. Pe ravelin putea fi plasată o lunetă (cazemată) pentru a întări rezistența la asediu.
Primul exemplu de ravelin apare în fortificațiile orașului Sarzanello, în 1497. Înițial ele erau din cărămidă, dar ulterior au fost formate din pământ, doar fața fiind de cărămidă, cu rol de stabilizare a pământului la intemperii. Astfel ravelinul avea o capacitate de încasare mare, loviturile ghiulelelor fiind amortizate. Originile ravelinului vin din conceptul italian de fortăreață stelată. Inginerul militar francez din secolul al XVII-lea Vauban le-a folosit intensiv în fortificațiile construite pentru Ludovic al XIV-lea iar ideile sale au fost folosite în toată Europa, de exemplu în 1761 de maiorul William Green (ulterior general) la Gibraltar.